# 泉谷閑示
泉谷 閑示（いずみや かんじ、1962年 - ）は、日本の医学者、精神科医。専門は精神療法。音楽家、評論家でもある。

## 来歴
1962年に秋田県平鹿郡十文字町（現・横手市）に生まれる。東北大学医学部卒業。精神科医。大学時代に音楽理論や作曲法の個人教授を受ける。東京医科歯科大学医学部附属病院、財団法人神経研究所附属晴和病院等に勤務したのち渡仏、パリ・エコールノルマル音楽院に留学。同時に、パリ日本人学校教育相談員を務めた。帰国後、新宿サザンスクエアクリニック院長等を経て、現在、精神療法を専門とする泉谷クリニック（東京・広尾）院長。また、舞台演出や作曲家としての活動も行っており、「横手市民歌」等の作品がある 。東京工科大学兼任講師。

## 著書
- 『「普通がいい」という病』講談社現代新書、2006年。ISBN 9784061498624。
- 『「私」を生きるための言葉—日本語と個人主義』研究社、2009年。ISBN 9784327378158。
- 『こころをひらく対話術—精神療法のプロが明かした気持ちを通わせる30の秘訣』SBクリエイティブ、2010年。ISBN 9784797355895。
- 『クスリに頼らなくても「うつ」は治る—新しい自分になる30の視点』ダイヤモンド社、2010年。ISBN 9784478011706。
- 『反教育論—猿の思考から超猿の思考へ』講談社現代新書、2013年。ISBN 9784062881951。
- 『仕事なんか生きがいにするな 生きる意味を再び考える』幻冬舎新書、2017年。ASIN B01NBVVJGT。

## 作曲
- 2代目『十文字中学校校歌』（作詞・作曲）
- 2代目『横手市民歌』（作曲）